# مارک اشنیر
مارک اشنیر (انگلیسی: Marc Schnier؛ زادهٔ ۷ فوریهٔ ۱۹۹۱) بازیکن فوتبال اهل آلمان است.
از باشگاه‌هایی که در آن بازی کرده‌است می‌توان به باشگاه فوتبال دارمشتات ۹۸ اشاره کرد.